# Hans-Jürgen von Blumenthal
Hans-Jürgen von Blumenthal (né le 23 février 1907 à Potsdam, mort le 13 octobre 1944 à Berlin) est un officier allemand, résistant et membre du complot du 20 juillet 1944.

## Biographie
Pendant ses études de droit, il s'engage dans la Stahlhelm, Bund der Frontsoldaten. Il est le rédacteur de son journal national et participe à la formation de la Reichswehr noire.
Après ses études, il est lieutenant dans un régiment d'infanterie de la Wehrmacht et s'éloigne du nazisme après son arrivée au pouvoir. En 1938, il participe à des projets pour un coup d'État en cas de guerre contre la Tchécoslovaquie. Cependant rien ne se fait avec les accords de Munich.
Durant la Seconde Guerre mondiale, il est Oberleutnant. Mais une blessure grave le rend inapte pour le combat, il travaille alors pour l'Oberkommando des Heeres. Il fait la connaissance de Claus von Stauffenberg et s'implique dans le complot du 20 juillet 1944.
Après l'échec du complot, il est arrêté par la Gestapo et condamné à mort par la Volksgerichtshof. Il est exécuté à la prison de Plötzensee.

## Source de la traduction
- (de) Cet article est partiellement ou en totalité issu de l’article de Wikipédia en allemand intitulé « Hans-Jürgen Graf von Blumenthal » (voir la liste des auteurs).